# Abou Qawouq
Abou Qawouq (tiếng Ả Rập: أبو قاووق) là một Syria làng trong huyện Qatana của Rif Dimashq. Theo Cục Thống kê Trung ương Syria (CBS), Abou 17: ouq có dân số 645 trong cuộc điều tra dân số năm 2004.